# Galemys
Galemys — рід ссавців із родини кротових (Talpidae). Містить один сучасний вид (хохуля піренейська) й кілька викопних.
Деякі з цих викопних видів були широко поширені. Зокрема, Galemys kormosi з початку плейстоцену мешкав у прісноводних водоймах на більшій частині Європи, включно з Британськими островами. Galemys, ймовірно, походить від ранніх кротів з роду Archaeodesmana.